# شیفت شب (فیلم ۱۹۸۲)
شیفت شب (به انگلیسی: Night Shift) فیلمی کمدی محصول سال ۱۹۸۲ و به کارگردانی ران هاوارد است. در این فیلم بازیگرانی همچون هنری وینکلر، مایکل کیتون، شلی لانگ ایفای نقش کرده‌اند. داستان فیلم درباره یک کارمند آرام شیفت شب است که زندگی‌اش توسط همکار باروحیه‌اش عوض می‌شود. کلینت هاوارد، کوین کاستنر و چارلز فلیشر در نقش‌های کوتاه در فیلم حضور دارند.
فیلم با نقد‌های مثبتی از سوی منتقدان همراه بود و منتقدان بازی بازیگران به خصوص مایکل کیتون را ستودند. وینکلر برای بازی در این فیلم نامزد جایزه گلدن گلوب بهترین بازیگر مرد فیلم موزیکال یا کمدی و کیتون برنده جایزه دایره منتقدان فیلم شهر کانزاس شد.

## داستان
چاک لاملی تحلیل‌گر اقتصادی موفق، در پی کسب آرامش وال استریت را رها می‌کند و به عنوان کارمند در یک سردخانه در نیویورک مشغول به‌کار می‌شود. اما پس از آشنایی با خیابان‌گردی به نام بلیندا و کارمند سرخوشی به نام بیلی بینز و ارتقا به شیفت شب، همه‌چیز عوض می‌شود.

## بازیگران
- هنری وینکلر در نقش چاک لاملی
- مایکل کیتون در نقش بیلی بینز
- شلی لانگ در نقش بلیندا کیتون
- جینا هکت در نقش شارلوت کوگل
- پت کورلی در نقش ادوارد کوگل
- نیتا تالبوت در نقش ویویان